# Comité Overman

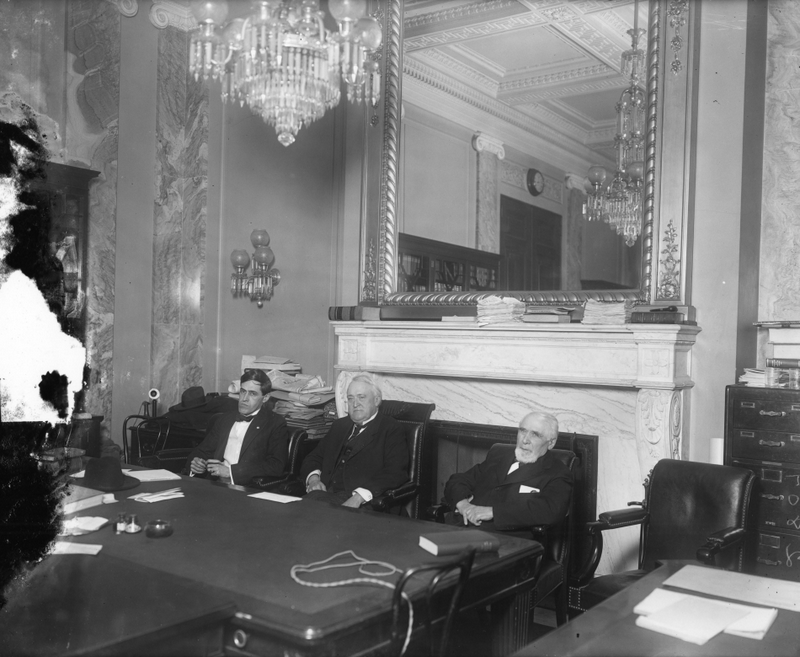
Tres de los cinco miembros del Comité Overman durante una reunión: senador Josiah Oliver Wolcott (D-Del.), presidente Lee Slater Overman (D-N.C.), senador Knute Nelson (R-Minn.)

El Comité Overman era un subcomité especial del Comité del Senado de los Estados Unidos sobre el poder judicial presidido por el demócrata de Carolina del Norte Lee Slater Overman. Entre septiembre de 1918 y junio de 1919, investigó elementos alemanes y bolcheviques en los Estados Unidos. Fue uno de los primeros precursores del Comité de Actividades Antiamericanas más conocido de la Cámara de Representantes, y representó la primera investigación del comité del Congreso sobre el comunismo.
El informe final del Comité fue liberado en junio de 1919 sobre propaganda alemana, bolchevismo, y otro "actividades antiestadunidenses" en los Estados Unidos y los efectos probables de la implementación del comunismo en los Estados Unidos. Describía los esfuerzos de propaganda alemana, pero no comunista. El informe y las audiencias del Comité fueron fundamentales para fomentar la opinión antibolchevique.

## Antecedentes

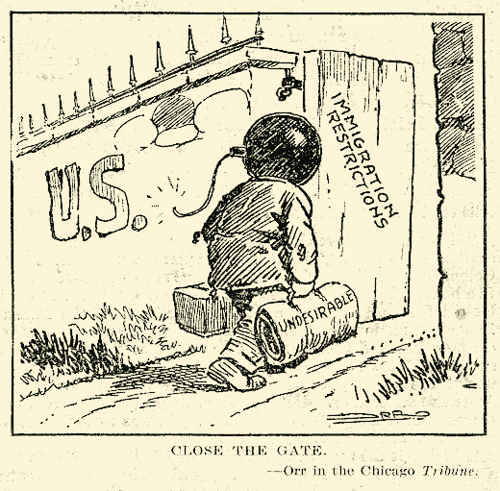
Un aviso de historieta política del peligro de extranjeros, julio de 1919.

Durante la Primera Guerra Mundial, en qué los Estados Unidos y sus aliados lucharon contra -entre otras Potencias Centrales- el Imperio alemán, se expresó una preocupación por la amenaza alemana a los Estados Unidos. La Ley de Espionaje de 1917 y la Ley de Sedición de 1918 se aprobaron en respuesta.
En la Revolución rusa de 1917 el Partido Bolchevique, dirigido por Vladimir Lenin, derrocó la monarquía rusa e instituyó el marxismo como ideología oficial del Estado. Muchos estadounidenses estuvieron preocupados por las ideas de la revolución que se infiltraban en los Estados Unidos, un fenómeno más tarde se nombró el temor rojo de 1919-20.
El Comité Overman era formalmente una subcomisión ad hoc del Comité Judicial del Senado, pero no tuvo nombre formal. Fue presidido por el senador Lee Slater Overman y también incluía a los senadores Knute Nelson de Minnesota, Thomas Sterling de Dakota del Sur, William H. King de Utah, y Josiah O. Wolcott de Delaware.

## Investigación inicial

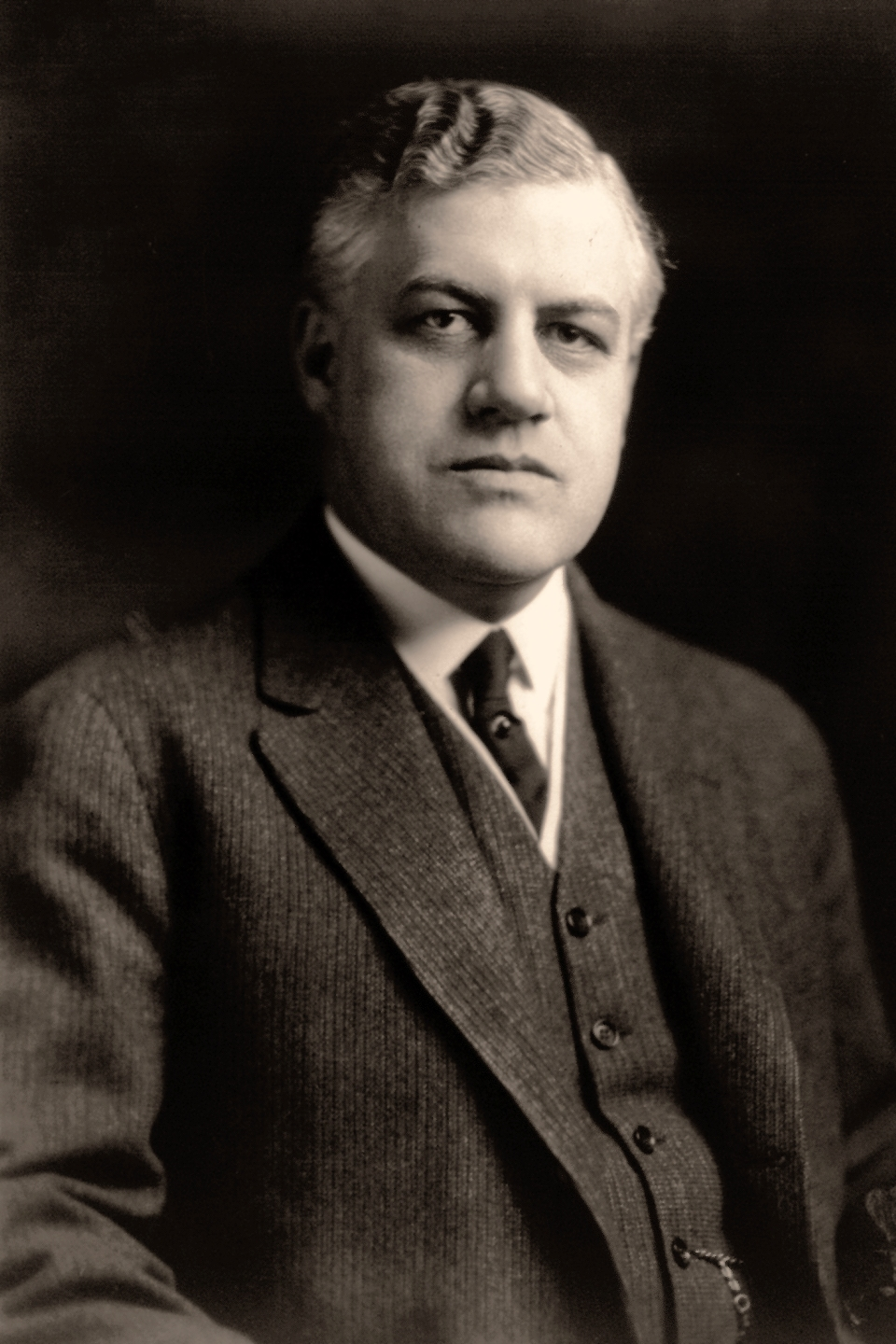
A. Mitchell Palmer

El Comité fue autorizado por la Resolución de Senado 307 de 19 de septiembre de 1918 para investigar cargos contra la Asociación de Cerveceros de Estados Unidos (USBA) e intereses aliados. Las instituciones cerveceras habían sido en gran parte fundadas por inmigrantes alemanes a mediados del siglo XIX, quienes trajeron con ellos conocimiento y técnicas para elaborar la cerveza. El Comité interpretó que esta misión significaba una investigación general sobre la  propaganda alemana y actividades proalemanas en los Estados Unidos. Las audiencias fueron ordenadas después de que A. Mitchell Palmer, custodio de propiedades extranjeras del gobierno federal responsable de la propiedad de propiedad alemana en los EE. UU., Declarara en septiembre de 1918 que la USBA y el resto de la abrumadoramente alemana industria del licor albergaban sentimientos proalemanes. Afirmó que "los cerveceros alemanes de América, en asociación con la Asociación de Cerveceros de los Estados Unidos" habían intentado "comprar un gran periódico" y "controlar el gobierno del Estado y la Nación", por lo general habían sido "antipatrióticos", y tenían "pro -Grandes simpatías".
Las audiencias comenzaron el 27 de septiembre de 1918, poco antes del final de la Primera Guerra Mundial. Casi cuatro docenas de testigos testificaron. Muchos eran agentes de la Oficina de Investigaciones (BOI), el predecesor de la Oficina Federal de Investigaciones (FBI). Los agentes, de forma controvertida y por lo general erróneamente, implicaron a ciudadanos estadounidenses de alto perfil como proalemanes, utilizando la falacia de la culpa por asociación. Por ejemplo, el jefe de la Oficina etiquetó a algunas personas proalemanas porque tenían un conocimiento insustancial y no ideológico de los agentes alemanes. Otros fueron acusados porque sus nombres fueron descubiertos en los cuadernos de presuntos agentes alemanes, de los cuales nunca habían oído hablar.
 Muchos atacaron las acciones de BOI. El Comité escuchó testimonios de que no había realizado verificaciones básicas de los antecedentes del acusado y no había leído el material de origen que presentó al Comité. Los miembros del comité criticaron su testimonio como "puramente de oídas".

## Expansión de investigación

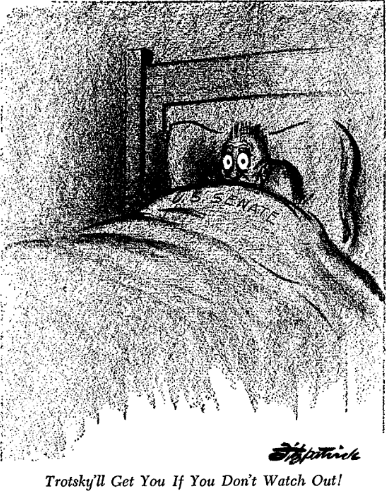
"Trotski va a atraparte si no vigilas!"
Una historieta política dibujada por Daniel R. Fitzpatrick y publicada en el St. Louis Correo-Despacho, 6 de febrero de 1919, satirizando la expansión de la autoridad del Comité Overman dos días antes.

El 4 de febrero de 1919, el Senado aprobó por unanimidad la Resolución 439 del senador Thomas J. Walsh´s, ampliando las investigaciones del Comité para incluir "cualquier esfuerzo que se haga para propagar en este país los principios de cualquier partido que ejerza o reclame ejercer cualquier autoridad en Rusia" y "cualquier esfuerzo para incitar al derrocamiento del gobierno de este país". Esta decisión siguió a meses de sensacional cobertura de prensa diaria de eventos revolucionarios en el extranjero y reuniones y eventos bolcheviques en Estados Unidos, que aumentaron la opinión pública anti-radical. Los informes de que algunas de estas reuniones asistieron los congresistas causaron más indignación. Una reunión en particular, celebrada en el Teatro Poli en Washington D. C., fue muy controvertida debido a un discurso de Albert Rhys Williams, un popular ministro congregacionalista, que supuestamente dijo: "Estados Unidos, tarde o temprano, va a aceptar al gobierno soviético."
Archibald E. Stevenson, un abogado de Nueva York con vínculos con el Departamento de Justicia, probablemente un "espía voluntario", declaró el 22 de enero de 1919, durante la fase alemana del trabajo del subcomité. Dijo que el activismo antibélico y antirretorno durante la Primera Guerra Mundial, que describió como una actividad "proalemana", ahora se había transformado en propaganda "desarrollando simpatía por el movimiento bolchevique". El enemigo de tiempos de guerra de los Estados Unidos, aunque derrotado, había exportado una ideología que gobernaba a Rusia y amenazaba a Estados Unidos de nuevo. "El movimiento bolchevique es una rama del socialismo revolucionario de Alemania. Tiene su origen en la filosofía de Marx y sus líderes eran alemanes". Citó los esfuerzos de propaganda de John Reed y dio muchos ejemplos de la prensa extranjera. Él le dijo a los senadores: "Hemos encontrado dinero que llega a este país desde Rusia". Stevenson ha sido descrito por el historiador Regin Schmidt como una "fuerza motriz" detrás del crecimiento del anti-bolchevismo en los Estados Unidos.
El catalizador final para la expansión de la investigación fue la Huelga General de Seattle, que comenzó un día antes de que el Senado aprobara la Resolución 439. Esta confluencia de eventos llevó a los miembros del Congreso a creer que el supuesto vínculo Bolchevique alemán y la amenaza bolchevique a los Estados Unidos eran reales.

## Audiencias del bolchevismo
Las audiencias del Comité Overman duraron desde el 11 de febrero al 10 de marzo de 1919. Más de dos docenas de testigos fueron entrevistados. Alrededor de dos tercios eran violentamente antibolcheviques y propugnaban la intervención militar en Rusia. Algunos eran refugiados de la diáspora rusa, muchos exfuncionarios del gobierno, que abandonaron Rusia debido al bolchevismo. El tema primordial fue el caos social que la revolución había traído, pero también fueron frecuentes tres subtemas: el antiamericanismo entre la intelectualidad estadounidense, la relación entre los judíos y la Rusia bolchevique, y la "nacionalización" de las mujeres después de la revolución soviética.
Stevenson produjo una lista de 200 supuestos profesores reducidos a 62 supuestos comunistas en los Estados Unidos. Al igual que las listas de nombres proporcionados durante las audiencias alemanas de propaganda, esta lista provocó una protesta. Stevenson declaró que las universidades eran caldo de cultivo de la sedición, y que las instituciones de educación superior eran "masas enconadas de ateísmo puro" y "el tipo de materialismo más grosero". El embajador en Rusia, David R. Francis, declaró que los bolcheviques estaban matando a todos "que viste de cuello blanco o que es educado y que no es bolchevique"
Otro tema recurrente en las audiencias fue la relación entre judíos y comunistas en Rusia. Un predicador metodista declaró que diecinueve de veinte comunistas eran judíos; otros dijeron que el Ejército Rojo estaba compuesto principalmente por antiguos judíos del este de Nueva York. Sin embargo, después de las críticas de las organizaciones judías, el senador Overman aclaró que el Comité solo estaba discutiendo sobre judíos "apóstatas", definidos por el testigo George Simons como "alguien que ha abandonado la fe de sus padres o antepasados".
Un tercer tema frecuente fue el "amor libre" y la "nacionalización" de mujeres supuestamente ocurridas en la Rusia soviética. Los testigos describieron una orgía en la que no había "respeto por las mujeres virtuosas"; otros que testificaron, incluidos los que habían estado en Rusia durante la Revolución, lo negaron. Después de que un testigo leyó un decreto soviético que decía que las mujeres rusas tenían el "derecho de elegir entre los hombres", el senador Sterling levantó las manos y declaró que esto era una negación del "amor libre". Sin embargo, se elaboró otro decreto que establece que "una niña que llegue a su décimo octavo año se anunciará como propiedad del estado".
Los senadores estaban particularmente interesados en cómo el bolchevismo había unido a muchos elementos dispares de izquierda, incluidos anarquistas y socialistas de muchos tipos, "proporcionando una plataforma común para que todos estos grupos radicales se levantasen". El Senador Knute Nelson de Minnesota respondió: "Entonces realmente han prestado un servicio a las diversas clases de progresistas y reformadores que tenemos aquí en este país". Otros testigos describieron los horrores de la revolución en Rusia y especularon sobre las consecuencias de una revolución comparable en los Estados Unidos: la imposición del ateísmo, la incautación de periódicos, los ataques a los bancos y la abolición de la industria de seguros. Los senadores escucharon varios puntos de vista de las mujeres en Rusia, incluidas las afirmaciones de que las mujeres se hicieron propiedad del estado.

## Informe final

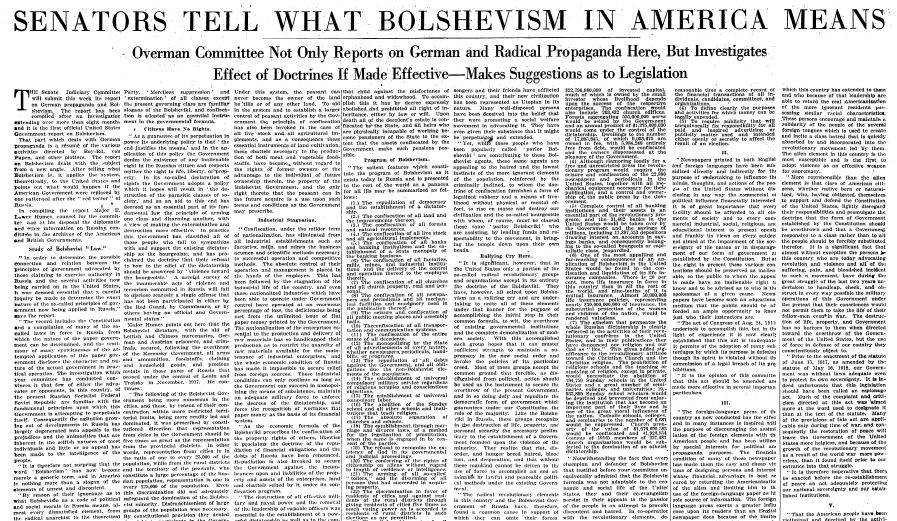
Una copia del Overman el informe final del comité reproducido por The New York Times encima junio 15, 1919

El informe final del Comité detalla sus investigaciones sobre la propaganda alemana, el bolchevismo y otras "actividades antiestadunidenses" en los Estados Unidos y predijo los efectos de la implementación del comunismo en los Estados Unidos. Fue aprobado por unanimidad. Lanzado en junio de 1919, tenía más de 35,000 palabras y fue compilado por el mayor Edwin Lowry Humes ".
El Comité hizo poco para demostrar el alcance de la actividad comunista en los Estados Unidos. En su análisis de lo que sucedería si el capitalismo fuera derrocado y reemplazado por el comunismo, advirtió de la miseria y el hambre generalizados, la confiscación y nacionalización de todas las propiedades y el comienzo de "un programa de terror, miedo, exterminio y destrucción". El sentimiento público antibolchevique surgió luego de la publicación del informe y la posterior publicidad

### Investigación alemana
Johann Heinrich von Bernstorff, Karl Chico-Ed, Franz von Papen, Dr. Heinrich Albert, y Franz von Rintelen, entre otros, fueron alemanes investigados por producir propaganda. Todos fueron desalojados previamente de los Estados Unidos por ser parte de un anillo de espionaje alemán. Se investigaron la Asociación de Cerveceros de los Estados Unidos, la Alianza Nacional Germano-Estadounidense y la línea de vapores Hamburgo-Estados Unidos. El informe final concluyó que estas organizaciones, a través del apoyo financiero, los sobornos, los boicots y la coerción, buscaban controlar la prensa, las elecciones y la opinión pública.

### Investigación de bolchevismo
El informe describe el sistema comunista en Rusia como "un reino de terror sin precedentes en la historia de la civilización moderna". Concluyó que la institución del marxismo-leninismo en los Estados Unidos resultaría en "la destrucción de la vida y la propiedad", la privación "del derecho a participar en los asuntos del gobierno" y la "supresión [ión]" de una "sustancia parte rural de la población ". Además, habría una "apertura de las puertas de todas las prisiones y penitenciarías". Daría lugar a la "incautación y confiscación de los 22.896 periódicos y publicaciones periódicas en los Estados Unidos" y al "control total de todas las instituciones bancarias y sus activos". "Una de las consecuencias más espantosas y de mayor alcance ... se encontraría en la confiscación y liquidación de ... las compañías de seguros de vida". El informe también criticó "el ateísmo que impregna toda la dictadura rusa"; "han denunciado nuestra religión y nuestro Dios como 'mentiras'".
A pesar de la retórica del informe y los titulares que produjo, el informe contenía poca evidencia de propaganda comunista en los Estados Unidos o su efecto sobre la mano de obra estadounidense.

### Recomendaciones
Las principales recomendaciones del informe incluyen la deportación de radicales alienígenas y la promulgación de leyes de sedición en tiempo de paz. Otras recomendaciones incluyeron la regulación estricta de la fabricación, distribución y posesión de explosivos de alta potencia; control y regulación de publicaciones en lengua extranjera, y la creación de propaganda patriótica.

## Reacción de prensa
La prensa se deleitó en la investigación y el informe final, refiriéndose a los rusos como "asesinos y locos", "escoria humana", "delincuente loco" y "bestias". El testimonio ocasional de algunos que vieron la Revolución Rusa favorablemente careció del golpe de sus críticos. Un titular ampliado en febrero dice:
Dice Riffraff, no los trabajadores, gobernar en Rusia
Gerente estadounidense de Great American Plant cuenta experiencias a senadores Forasteros 
toman poder Regresó de otros países y se está volviendo rico a expensas de las personas 
Fábricas arruinadas
60,000,000 de rublos gastados en tres meses en una planta para producir 400,000 de bienes

Y un día más tarde:
Bolchevismo descubierto por R.E. Simmons 
El exagente en Rusia del Departamento de Comercio concluye su historia ante los senadores
Las mujeres son 'nacionalizadas' 
Los decretos oficiales revelan las profundidades de degradación a las que son sometidos por los rojos Los alemanes obtienen ganancias del caos 
Las fábricas y los molinos están cerrados y la maquinaria se vende a ellos por una canción

En el lanzamiento del informe final, los periódicos publicaron artículos sensacionalistas con titulares en letras mayúsculas: "Peligro rojo aquí", "Plan de revolución sangrienta" y "Quiere que el gobierno de Washington se desvíe".

## Crítica
Los críticos denunciaron al Comité como un "aparato de propaganda" para avivar los temores antialemanes y antisoviéticos, alimentar el susto rojo y difundir información errónea sobre la Rusia soviética.
El Comité atrajo críticas del público por su supuesta extralimitación, y especialmente por publicar los nombres de los acusados de asociación con organizaciones comunistas. Una mujer de Kentucky escribió al senador Overman en nombre de su hermana, que había sido acusada por Archibald Stevenson, criticando al Comité por su "brutal y estúpido uso indebido de poder" y por "injusticias brutales y crueles a hombres y mujeres por igual en intelecto, carácter y patriotismo por parte de cualquier miembro del Senado de los Estados Unidos". El Comité fue comparado con "una cacería de brujas" en un intercambio con un testigo.

## Consecuencias

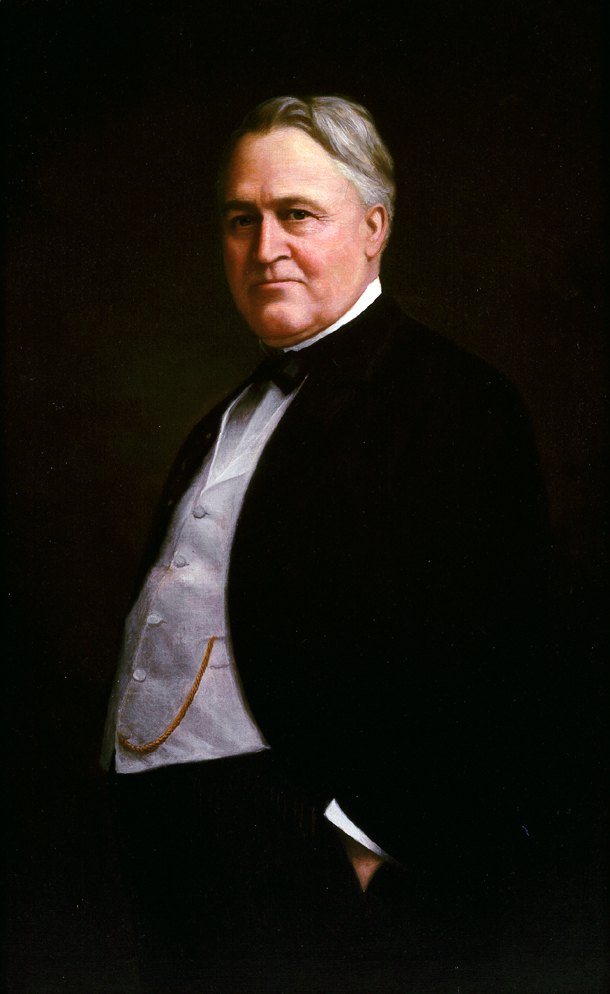
Lee Slater Overman, presidente del Comité

El Comité Overman no logró ninguna reforma duradera. Sin embargo, el sensacionalismo del panel jugó un papel decisivo en el aumento de los temores de Estados Unidos durante el temor rojo de 1919-20. Sus investigaciones sirvieron como un plan para las incursiones Palmer anti-radicales del Departamento de Justicia a fines de año. Estos fueron dirigidos por el fiscal general Palmer, cuyo testimonio sobre los cerveceros alemanes había sido el catalizador para la creación del Comité.
El 1 de mayo de 1919, un mes después de que terminaron las audiencias del Comité, se envió una bomba a la casa de Overman, una de una serie de cartas bomba enviadas a prominentes estadounidenses en los atentados anarquistas de Estados Unidos en 1919. Fue interceptado antes de que alcanzara su objetivo.

### Comités de investigación posteriores
El Comité Overman fue el primero de muchos comités del Congreso para investigar el comunismo. A raíz del informe del Comité Overman, la Legislatura del Estado de Nueva York estableció el Comité Lusk, que funcionó desde junio de 1919 hasta enero de 1920, Archibald E. Stevenson fue su principal abogado y uno de sus testigos. A diferencia del Comité Overman, el Comité Lusk fue activo en atacar organizaciones sospechosas.

## Miembros
- William H. King
- Josiah Oliver Wolcott
- Lee Slater Overman
- Knute Nelson